# ФК Тенис Борусия
Вижте пояснителната страница за други значения на Борусия.
Тенис Борусия Берлин (основан като „Берлински тенис клуб Борусия“; наричан накратко TeBe или TB Berlin) е берлински спортен клуб, основан на 9 април 1902 г. като берлинското тенис и пинг-понг общество Борусия.
Въпреки че първоначално клубът е основан като клуб за тенис на маса, футболът е открит още през 1903 г. и е придобит лиценз за 50 пфенига, което му дава право да участва в шампионата в Берлин. Тъй като тенисът на маса едва ли е бил популярен сред новите членове на клуба, през същата година той е изтеглен от програмата. По-късно е създаден отдел за тенис на маса, който (заедно с Hertha BSC) е най-успешният в Берлин.
На 21 май 2010 г. клубът подава молба до окръжния съд в Шарлотенбург за започване на производство по несъстоятелност, което приключва успешно. През декември 2012 г. решението за продължаване е взето на общо събрание в съответствие с §42 BGB.